# Vol Iran Air 277
Le vol Iran Air 277 était un vol intérieur régulier d'Iran Air reliant l'aéroport de Téhéran-Mehrabad à l'aéroport d'Ourmieh, en Iran. Le 9 janvier 2011, le Boeing 727 qui assurait ce vol s'est écrasé après une approche interrompue vers l'aéroport d'Ourmia, dans de mauvaises conditions météos. Sur les 105 passagers et membres d'équipages à bord, on dénombre 78 victimes.
L'enquête officielle a conclu que les conditions de givrage et la mauvaise gestion des moteurs par l'équipage ont entraîné une double extinction moteur, conduisant à une perte rapide d'altitude et au crash de l'appareil.

## Avion et équipage

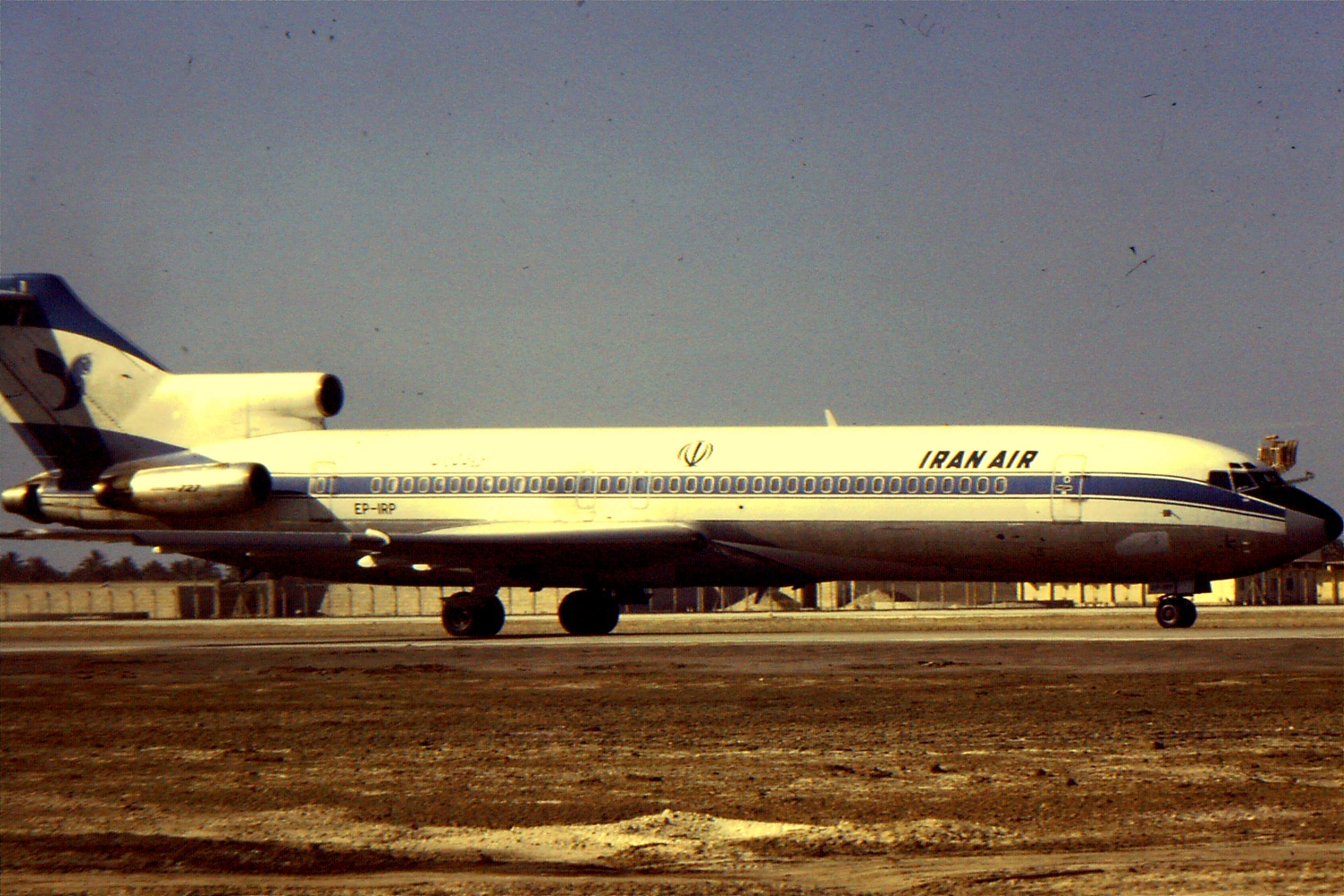
Le 727 impliqué dans l'accident,, dans une livrée précédente, ici à l'aéroport international de Bahreïn en août 1981.

L'appareil en question était un Boeing 727-286 Adv, un triréacteur court/moyen-courrier immatriculé EP-IRP (numéro de série 20945/1048). Depuis sa livraison à Iran Air en 1974, il avait passé 18 ans hors service. Il a été immatriculé à Bagdad, en Irak, de 1984 à 1990, puis stocké de 1991 à 2002. Il a ensuite été révisé et remis en service.
Le commandant de bord était Fereydoun Dadras (50 ans), qui totalisait 7 878 heures de vol, dont 3 322 heures sur Boeing 727 (dont 2 087 heures en tant que commandant de bord). Le copilote était Mohammad Reza Qarahtapeh (30 ans), qui totalisait 600 heures de vol à son actif, dont 386 heures sur Boeing 727. Le mécanicien navigant, Morteza Rastegar (55 ans), totalisait 8 232 heures de vol sur Boeing 727.

## Déroulement des faits
Le vol 277 avait décollé de l'aéroport de Téhéran-Mehrabad à 18 h 15, heure locale (15 h 15 UTC), soit plus de deux heures plus tard que prévu en raison du mauvais temps à son aéroport de destination.
Vers 19 h 00 heure locale (16 h 00 UTC), alors qu'il s'approchait de l'aéroport d'Ourmieh, l'équipage a lancé une procédure d'approche interrompue, en effectuant une remise de gaz, et a annoncé son intention de retourner à Téhéran. À ce moment-là, les conditions météorologiques à Ourmia étaient mauvaises, avec des nuages denses jusqu'à 1 500 pieds (460 m), une visibilité de 2 600 pieds (800 m) et de fortes chutes de neige.
Le contact avec l'avion a été perdu peu de temps après. Le vol 277 s'est écrasé près du village de Tarmani (en), à environ 15 km au sud-est de l'aéroport, l'avion se disloquant en plusieurs tronçons sous la violence du choc. Des 96 passagers et 9 membres d'équipage à bord, seuls 27 ont survécu au crash.

## Victimes
Des 105 personnes à bord, 78 ont été tuées (y compris les 9 membres de l'équipage) et 27 ont survécu, toutes blessées. La plupart des victimes ont subi des blessures au cou et à la moelle épinière.
Au lendemain de l'accident, 36 ambulances et 11 hôpitaux ont été mobilisés pour les opérations de sauvetage. Les efforts de sauvetage ont été compliqués par les fortes chutes de neige dans la région, qui auraient atteint environ 70 cm d'épaisseur sur le lieu de l'accident.

## Enquête
L'Organisation de l'aviation civile iranienne (en) (CAO) a ouvert une enquête sur l'accident. Le lendemain de l'accident, l'enregistreur phonique (CVR) et l'enregistreur de paramètres (FDR) ont été récupérés et emmenés à Téhéran pour analyse.
En 2017, la CAO a publié son rapport final sur l'accident du vol 277. Il est ressorti qu'après avoir commencé son approche finale vers la piste 21 de l'aéroport d'Ourmieh, à une altitude de 7 000 pieds (2 100 m) (l'aéroport étant à une altitude de 4 300 pieds (1 300 m)), une erreur de navigation de l'équipage a fait que l'avion n'a pas réussi à s'établir sur le signal du système d'atterrissage aux instruments (ILS). En descendant à 5 900 pieds (1 800 m) et n'ayant jamais établi de contact visuel avec la piste, l'équipage a choisi de faire demi-tour. La procédure d'approche interrompue a commencé normalement, l'avion montant à une altitude de 8 800 pieds (2 700 m).
Les enquêteurs pensent que l'avion a rencontré des conditions de givrage sévères, qui ont perturbé le flux d'air entrant dans les moteurs et conduit à une perte de poussée des moteurs. Le 727 a commencé à descendre et a amorcé un virage qui a atteint momentanément un angle d'inclinaison de 41°, provoquant l'activation du vibreur de manche. Malgré l'application de la pleine poussée, les moteurs n°1 et 3 ont commencé à ralentir. Alors que l'avion descendait à 7 000 pieds (2 100 m), on a pu entendre le mécanicien navigant annoncer que les deux moteurs étaient en panne ; les tentatives ultérieures de les redémarrer ont échoué.
Au cours des derniers instants du vol, les volets ont été rentrés et la vitesse a progressivement diminué ; à 4 400 pieds (1 300 m), soit à seulement 100 pieds (30 m) au-dessus du sol, l'appareil volait à 112 nœuds (207 km/h) avec une inclinaison à droite de 21°. La dernière valeur de vitesse enregistrée était de 69 nœuds (128 km/h). L'avion a heurté le sol à 4 307 pieds (1 313 m) au-dessus du niveau de la mer (MSL).
Le rapport conclut que les principales causes de l'accident sont les conditions de givrage sévères et les actions inappropriées de l'équipage. Des systèmes de bord obsolètes, l'absence de simulateurs adaptés aux conditions météorologiques défavorables, le non-respect des procédures d'exploitation standard et une gestion des ressources de l'équipage inadéquate ont été cités comme facteurs contributifs.